# Mühlheim am Inn
Mühlheim am Inn är en ort och kommun i Österrike. Den ligger i distriktet Ried im Innkreis i förbundslandet Oberösterreich, 230 kilometer väster om huvudstaden Wien. Kommunen gränsar i norr mot floden Inn som här utgör gräns mot Bayern i Tyskland.
Kommunen består av fyra orter (Ortschaften) (inom parentes invånarantal 1 januari 2024):
- Gimpling (72)
- Mühlheim am Inn (528)
- Niederach (29)
- Stötting (65)